# 丹野毅
丹野 毅（たんの たけし、1935年1月19日 - 2007年7月30日）は、日本の経営者で、日立化成工業社長、会長を務めた。

## 来歴・人物
東京都出身。1959年に東京大学法学部を卒業し、同年に日立製作所に入社した。
1981年に日立化成工業に転じ、1985年6月に取締役に就任、1987年6月に常務、1989年6月に専務を経て、1990年6月に副社長に就任し、1991年6月には社長に昇格。1997年4月に会長を経て、2001年6月には相談役に就任。
2007年7月30日、死去。72歳没。